# 董子莊
董子莊（？—1420年），名琰，江西樂安人。明朝政治人物。
其有学问，洪武年间，担任茂名縣知县。永樂年间，参与《永樂大典》编撰，从國子司業后担任赵王府右長史。当时赵王朱高燧屡有过错，明成祖朱棣经常动辄指责長史。董子莊善于谏言，后得以无过错。永樂十八年，陪祀國社，后因病去世。